# 立陶宛華人
立陶宛華人是立陶宛數量很少的一個族群，2011年的人口統計顯示立陶宛共有112名華人，中華人民共和國駐立陶宛大使佟明濤則表示有約500人，多數以餐飲或貿易為業。
華人是立陶宛各族裔中較晚到達立陶宛者，大部分在1990年立陶宛獨立、2004年立陶宛加入歐洲聯盟後前來，據1989年蘇聯人口普查結果，當時的立陶宛蘇維埃社會主義共和國僅有11名華人。現在首都維爾紐斯與考那斯、克萊佩達、希奧利艾與帕內韋日斯皆有小型的華人社群。過去曾有提議在維爾紐斯的阿爾吉爾達斯街（Algirdas St.）設立唐人街，後來因立陶宛經濟危機使中國移民數量下降而沒有下文。 